# プロジェクト・アルマナック
『プロジェクト・アルマナック』（原題：Project Almanac）は、2014年制作のアメリカ合衆国のSF映画。
タイムマシンを手に入れ、過去にタイムトラベルした若者たちが、興味本位に過去を変えたことによって次第に制御不能な事態へと陥る様をファウンド・フッテージの手法で描く。マイケル・ベイ製作。日本では劇場未公開。

## あらすじ
高校生のデヴィッドは亡き父の作業場でタイムマシン開発計画書を発見、仲間たちと共にタイムマシンを組み立てて過去へと向かう。デヴィッドたちは宝くじを当てて高級車を買ったり、いじめっ子に復讐したりと好き放題に過去を変えて楽しみ始める。
だが、彼らが過去を変えたために現在も変化し、友人の存在が消えてしまう。さらに、その変化が未来に悪影響を及ぼし、世界中で飛行機事故や暴動が起こるようになり、人類は滅亡の危機に。事の重大さに気づいたデヴィッドは過去の父親に助けを求める。

## キャスト
- デヴィッド・ラスキン：ジョニー・ウェストン（吹替：小松史法）
- ジェシー・ピアース：ソフィア・ブラック＝デリア（吹替：田中晶子）
- クイン・ゴールドバーグ：サム・ラーナー（吹替：新田英人）
- アダム・ル：アレン・エヴァンジェリスタ（吹替：高橋研二）
- クリスティーナ・ラスキン：ヴァージニア・ガードナー（吹替：田中杏沙）
- キャシー・ラスキン：エイミー・ランデッカー
- ベン・ラスキン：ゲイリー・ウィークス
- サラ：ミシェル・デフレイテス
- ルー博士：ゲイリー・グラッブス（吹替：山岸治雄）